# Lord-lieutenant d'Inverness
Le Lord Lieutenant d'Inverness est le représentent personnel du monarque britannique dans une area qui a été définie depuis 1975 comme constituant le gouvernement local du districts d'Inverness, Badenoch and Strathspey, et Lochaber, en Écosse, et cette définition a été renouvelée par la Lord Lieutenants (Scotland) Order 1996. L'area de la lieutenance était Comté d'Inverness, qui a été supprimée en tant que gouvernement local par Local Government (Scotland) Act 1973. Les districts ont été créés, par l'acte de 1973, comme des districts de la région des Highland et ont été supprimés en tant que régions du gouvernement local Local Government, etc. (Scotland) Act 1994, qui a transformé la région des Highlands en council area.

## Liste des Lord-Lieutenants d'Inverness
- Sir James Grant (8e baronnet) 17 mars 1794 – 1809
- Francis Ogilvy-Grant (6e comte de Seafield) 2 septembre 1809 – 30 juillet 1853
- Thomas Fraser (12e Lord Lovat) 26 août 1853 – 1873
- Simon Fraser (13e Lord Lovat) 18 avril 1873 – 6 septembre 1887
- Donald Cameron, 24e Lochiel 17 octobre 1887 – 30 novembre 1905
- Alfred Donald Mackintosh, The Mackintosh of Mackintosh, 28e Chef du Clan Chattan 11 décembre 1905 – 14 novembre 1938[2],[3]
- Colonel Sir Donald Cameron, 25e Lochiel 2 janvier 1939 – 11 octobre 1951[4]
- Alexander Godfrey Macdonald, 7e Baron Macdonald 28 janvier 1952 – 29 novembre 1970
- Sir Donald Hamish Cameron, 26e Lochiel 31 janvier 1971 – 1985
- Lachlan Mackintosh of Mackintosh 25 octobre 1985 – 26 décembre 1995
- James Gray, Baron Gray of Contin 5 décembre 1996 – 2002
- Donald Angus Cameron, 27e Lochiel 19 novembre 2002 – présent